# Lara Fabian
Lara Fabian, nacida Lara Crokaert (Etterbeek, 9 de enero de 1970) es una cantante belga nacionalizada canadiense, conocida por su rango vocal y calidad artística. 
Canta en francés, italiano, español, ruso, inglés, portugués, también en alemán en 1988 al versionar el tema Croire (Glaub), aunque no domina este idioma. Ha vendido hasta la fecha más de 12 millones de copias a nivel mundial, lo que la convierte en la artista femenina belga con mayores ventas de todos los tiempos. Se convirtió en ciudadana canadiense en 1994, ese mismo año comenzó su carrera artística en Quebec. Habla francés, italiano, inglés, español, flamenco y siciliano.

## Infancia
Lara Sophie Katy Crokaert nació el 9 de enero de 1970 en la comuna de Etterbeek (Bruselas), su padre belga y su madre siciliana. Su nombre proviene de la canción de la película Doctor Zhivago. A pesar de haber nacido en Etterbeek, vivió los primeros cinco años en Catania, aprendiendo italiano como lengua materna, antes de regresar a Bruselas, iniciando sus estudios de primaria en el colegio de Forest, Institut Sainte Ursule. Lara comenzó a cantar, bailar y tomar lecciones de piano a muy temprana edad y comenzó sus estudios formales de música en el Real Conservatorio de Bruselas a la edad de 8 años. Lara comenzó a escribir y presentar sus propias canciones durante los 10 años que estudió en el Conservatorio. Las canciones de Fabian estuvieron influidas por las voces de artistas como Barbra Streisand, Mina y Queen.

## 1986-1993: Inicio en la música y primer álbum homónimo
Desde la edad de cinco años, Lara sabía que quería cantar. Acompañada por su padre músico, exguitarrista y vocalista de Petula Clark, quien comenzó su carrera como cantante a los 14 años en Bruselas. Unos pocos años más tarde, entró en una serie de concursos europeos y ganó varios premios. 
Luego, a los dieciocho años, interpretó «Croire» defendiendo a Luxemburgo en el concurso del Festival de la Canción de Eurovisión 1988 donde quedó en cuarta posición, siendo la ganadora Céline Dion. Un año antes, se había registrado un primer sencillo, «L'Aziza est en pleurs». 
En 1990, tras finalizar sus estudios, Lara llega a la provincia de Quebec (Canadá) para promover su canción «Je sais» y se enamora del lugar. Se mudó a Montreal, y comenzó su propia compañía discográfica, Producciones Clandestinas. Su colaborador y productor, Rick Allison (a quien conoció en un bar en Bruselas), se unió a ella en Montreal y trabajaron arduamente en escribir y grabar canciones. 
En agosto de 1991, su álbum homónimo en francés de estilo Pop-Dance fue lanzado en Canadá, vendiendo 100 000 copias.

## 1994-1996: Segundo álbumCarpe Diem
Carpe Diem, el segundo álbum de Lara, se lanzó en 1994, y comprobó que su éxito en Quebec, no era un hecho aislado y temporal. En menos de tres semanas, el álbum fue oro y tres de sus canciones: «Tu t’en vas», «Si tu m'aimes» y «Leïla» se encuentran en el Top-50 de radio hit-parade. Al año siguiente, el álbum es doble platino y su gira atrae a más de 150 000 fanes. Este éxito está reconocido en 1995 por la gala de ADISQ donde Lara recibe dos premios Félix: Mejor show del año y Mejor cantante femenina del año los cuales son votados por el público. 
En enero de 1995, a petición de Serge Lama, Lara se une al cantante en el escenario del Palacio de Congresos de París para realizar «Je suis malade», una canción que había cantado en su álbum Carpe Diem. Al ver la respuesta de la audiencia al dúo, Serge Lama, pidió a Lara inmediatamente cantar la canción, una vez más, pero ella sola. 
En 1996, los estudios de Walt Disney inmortalizan la voz de Lara cuando le pidieron que pusiera voz para el personaje animado Esmeralda, y cantar una canción en El Jorobado de Notre-Dame. Disney también incluyó la versión en francés de la canción «Que Dieu aide les exclus» en la banda sonora de la película.

## 1997-1999: Éxito internacional conPure
Después del éxito de Carpe Diem. Lara firma un contrato con el sello francés Polydor por varios álbumes. Con el estreno de Pure, en junio de 1997, la carrera europea de Lara realmente despega : fue éxito de ventas con más de 2 millones de copias en el que se incluían temas como «Tout», «Je t'aime», «Humana», «Si tu m'aimes» y «La différence».
Por este disco, Lara fue premiada con un Félix Popular Álbum del Año en la gala de ADISQ de 1997. 
El productor de "Daylight", película protagonizada por Sylvester Stallone, encomienda a Lara y a Rick Allison que escriban una canción para la película : «Tant qu'il y aura de l’amour».
En enero de 1998, los franceses tienen la oportunidad de escuchar a Lara cantar a dúo con Johnny Hallyday, en conciertos benéficos para "Restos du Coeur" y durante una gira en la que llenó el l'Olympia dos noches. Un mes más tarde, en esta misma etapa, Lara será el descubrimiento del año en la gala de los premios Victoires de la música. Vende todas las entradas para dos noches seguidas en el Palacio de los Deportes de París en abril. 
Una vez más, es invitada a actuar con Johnny Hallyday, durante varios conciertos en el Stade de France frente a 240,000 fanes. El siguiente otoño, Lara inicia una gira europea que llega a más de 100.000 fanes. 
En 1998, Lara pasó la mayor parte del otoño en Francia, donde se embarcó en una gira por 24 ciudades. En noviembre de ese año, Lara recibió el premio Félix por ser la artista con mayor reconocimiento fuera de Quebec y un "World Music Awards" en Mónaco, dónde recibió el premio "Best Selling Record" por ser la artista de Benelux que más vendió en el año 1998.
En marzo de 1999, Fabian lanzó su primer álbum en vivo "Live", que debutó como #1 en Francia. Asimismo firmó un contrato Internacional de la Compañía Sony Music para grabar su primer álbum en inglés.

## 1999-2001: Éxito en USA y Latinoamérica conLara Fabian
En el verano de 1999, Lara cruzó el Atlántico para grabar su primer álbum en inglés en Nueva York y San Francisco bajo el sello de Sony Music. Las canciones fueron escritas y producidas con ayuda de su amigo y también productor Rick Allison, así como también Dave Pickell, Walter Afanasieff, Glen Ballard and Patrick Leonard.
Su primer sencillo Pop-Dance, «I Will Love Again», alcanzó el #1 en E.U.A. en la lista del Billboard Hot Dance Music/Club Play. También llegó al #32 en la lista del Billboard Hot 100 and #10 Adult Contemporary. Apareciendo también en otras listas internacionales. La balada «Love By Grace», tuvo un éxito moderado al llegar al puesto #24. Su tercer sencillo, «I Am Who I Am», remezclada por Hex Hector, se convirtió en un éxito inmediato en discotecas, aun así no alcanzó a entrar en las listas de los charts. Mientras tanto su sencillo «Adagio» llegó al puesto #5 en las listas de popularidad en Francia y alcanzando el puesto #3 en las listas de éxitos en Bélgica. 
Debido a la gran acogida del disco, se lanzó una Edición Especial para el mercado hispano, incluyendo 4 temas en español. «Otro Amor Vendrá» versión en español de «I Will Love Again», también fue lanzado en Latinoamérica como primer sencillo, obteniendo un masivo éxito en varios países de habla hispana. El segundo sencillo «Quédate» escaló rápidamente en las listas de éxitos, sobre todo en Brasil, dónde la canción fue el tema de amor de la pareja principal en la telenovela "Uga Uga". Asimismo se lanzaron otros temas como: «Sin Ti» y «Sola Otra Vez». 
El álbum debutó como #1 en Francia y el #2 en Bélgica. Posteriormente se lanzó una versión Asiática del disco, en donde Lara colaboró con el cantante Pop Star "Lee Hom Wang" en el tema "Light of my life". 
Durante este periodo, Lara grabó varias canciones para películas como: "The Dream Within" para Final Fantasy: The Spirits Within y, "For Always" para la banda sonora de la película AI:Artificial Intelligence. Esta banda sonora contiene 2 versiones de la canción "For Always". Una versión interpretada solo por Lara. La otra versión es un dueto con el cantante Josh Groban. 
La cantante también probó suerte en la actuación, apareciendo en la película "De-Lovely", interpretando el tema de Cole Porter "So In Love" con Mario Frangoulis. Esta canción aparece en la banda sonora de la película. También interpretó "Givin' Up On You" en la banda sonora de "Songs From Dawson's Creek".

## 2001-2003: ÁlbumNue,Live 2002yEn toute intimité
Nue fue el cuarto álbum de Lara en francés el cual fue lanzado en otoño de 2001 tanto en Quebec como en Francia, retomando nuevamente sus temas en francés. Su primer sencillo lanzado en el verano de 2001 fue «J'y crois encore» el cual estuvo dentro de los mejores 20 temas en Francia. 
El álbum alcanzó el #1 en Bélgica y el #2 en Francia, teniendo poco impacto en Quebec. Siguieron otros sencillos, como, «Immortelle», «Aimer Déjà» y «Tu es mon autre» (un dueto con la cantante Belga Maurane), que fue nominado como "Canción del Año" y alcanzó el #5 en Francia. Este álbum también fue lanzado en Portugal donde alcanzó el #10 en los charts durante el otoño de 2001, como secuencia del tremendo éxito de su álbum en inglés.
En 2002, Lara Fabian contribuyó en el disco del Mundial con la canción "World At Your Feet" escrita y producida por Gary Barlow.
A finales de 2002, la cantante lanzó al mercado su 2 álbum en vivo, Live 2002, de su última gira, junto a un DVD de un concierto íntimo grabado en el "Forest National" y en el "Le Zénith en París" en diciembre de 2001.
Para comienzos de 2003, estaba de nuevo de gira. En esta ocasión el concierto fue presentado en una atmósfera más íntima en el "Casino de Paris" cada lunes por la noche. Durante este tour, Maurane y Daniel Lavoie aparecieron como artistas invitados, haciendo duetos con Lara en "Tu es mon autre" y "Je suis mon coeur" respectivamente. Estos conciertos acústicos fueron lanzados en un DVD "Live CD and DVD" en 2003 bajo el título de "En toute intimité".

## 2004: Lanzamiento deA Wonderful Life
En 2004, se lanzó al mercado "A Wonderful Life", su segundo álbum en inglés. Este proyecto fue comercialmente un fracaso y muy criticado. El álbum no logró alcanzar el éxito de su primer álbum en inglés "Lara Fabián". Pero creó un sonido y música que marcaría en un futuro el nuevo estilo musical de Lara. 
Trabajó con el guitarrista francés Jean-Félix Lalanne, también colaboró con productores como: Desmond Child, Anders Bagge y el grupo británico True North (compuesto por el ex-Take That Gary Barlow y Elliot John Kennedy). El tema "Review My Kisses", escrito por Desmond Child, y como Lara declaró en una entrevista, iba a ser incluido en su disco "Lara Fabián". En 2002 fue grabado por LeAnn Rimes para su álbum "Twisted Angel".
El primer sencillo fue "The Last Goodbye" en USA y en otros países (excepto Francia). El videoclip se estrenó en el programa brasilero "Herman Sic" un día antes del lanzamiento del disco. Lara decidió lanzar un sencillo diferente en Francia, considerando que "The Last Goodbye", era un tema demasiado "americano", para una audiencia que estaba más acostumbrado a sus composiciones. Se lanzó "No Big Deal" (con videoclip). Ninguna de las canciones logró un éxito moderado. Fue entonces cuando la cantante decidió voluntariamente retirarse del proyecto, y también debido a los conflictos con Sony Music. El disco no fue promovido y su lanzamiento fue cancelado en los Estados Unidos.
El tema "I Guess I Loved You", tuvo un relativo éxito al ser incluido como tema principal de una novela en brasilera. Brasil sigue siendo uno de los países que tiene una gran admiración hacia la música de Lara. Incluso este tema formó parte de la banda sonora de la novela "Señora del Destino" (Lady Of Destiny), obteniendo casi el mismo éxito de "Love By Grace" en la novela "Laços de familia" en 2001. El tema también alcanzó popularidad en Portugal, por las mismas razones. Sin embargo nunca fue oficialmente lanzado como sencillo.
Para el resto de 2004, la cantante estaba casi en completo aislamiento de la escena musical, después de haber dejado de lado su segundo álbum en inglés. La prensa comenzó a especular acerca de una grave enfermedad que la había afectado. El drama llegó a ser tan exagerado que Lara se vio obligada a aparecer en una breve entrevista en Quebec más tarde en ese año. Explicando algunas de las razones por las que se retiró de los ojos del público y también por qué había regresado a su natal Bélgica, dejando Quebec (donde había vivido en Westmount por casi 15 años).

## 2005-2006: Un nuevo estilo musical con9yUn Regard 9
En marzo de 2005, Lara reapareció en la escena musical en Francia (y también en Canadá) con su quinto álbum francés, 9. Este título significa "un cambio" y "un renacimiento...el fin de un período de tiempo en la vida y al mismo tiempo el comienzo de otra". Esto marcó una dirección completamente diferente en el estilo musical de Lara Fabián y de su vida personal. El álbum se realizó de otra manera, con suavidad, serenidad y con mucha alegría, lejos de la profunda y dramáticas vibraciones de anteriores grabaciones. 
Los críticos sin embargo, evaluaron de forma negativa las habilidades vocales de Lara Fabián, alegando que varias canciones ella "gritaba", o que trataba de ser otra Celine Dion. 
El primer sencillo de este disco fue "La Lettre", una canción coescrita por Lara Fabián y su nuevo socio, Jean-Félix Lalanne. Responsable también junto con ella de la composición y producción de los 11 temas incluidos en "9". Otros sencillos fueron "Ne lui parlez plus d'elle", "Un Ave Maria", "Il ne manquait que toi" y la canción góspel "L'homme qui n'avait pas de maison".
El éxito se consolidó, con una gran gira titulado "Un Regard 9". Este tour llegó a Francia, Bélgica, Suiza, Líbano, Rusia, Quebec, Turquía, Luxemburgo, Mauricio, territorios franceses de ultramar en el Caribe y Oceanía y un total de más de 60 conciertos. Lara también se presenta en Portugal, por primera vez, mostrando las canciones de sus dos discos en inglés y algunos temas en francés como "La Lettre".
En octubre de 2006, Lara lanzó un CD y DVD de esta gira, titulado "Un 9 Live". Tanto el CD y DVD fueron grabados durante los conciertos que Lara Fabián ofreció el 29 de marzo de 2006 en el "Le Zénith en París". El CD presenta 15 actuaciones en directo, más una nueva canción, "Aime", que fue grabado en un estudio en Montreal y no incluida en ningún disco hasta la fecha. Esta canción se ha grabado en inglés y francés, aunque esta última versión es la única que oficialmente se conoce. 
"Aime" fue interpretada en directo durante unos pocos conciertos en Bélgica, como obsequio para los fanes de su tierra natal, ante la respuesta entusiasta y buenos comentarios hacia el tema. Pidieron a Lara incluirla en un próximo álbum. En programas de televisión, donde Lara promociona el tema como sencillo, uno puede ver el público poniendo sus manos en el aire en forma de corazón, algo muy común en los conciertos de Lara y que se ha convertido en un símbolo de la canción y su significado.

## 2006-2007: Colaboración italiana y Conciertos en Europa
De acuerdo a los mensajes dejados por Lara Fabián en su sitio oficial en 2006, su próximo álbum de estudio iba a ser su primer proyecto en idioma italiano. Pocos detalles han sido puestos en libertad, salvo que ella ha estado trabajando con el cantante y compositor napolitano Gigi D'Alessio, que apareció una vez en uno de sus espectáculos, y cuya ejecución se incluye como una bonificación de Fabián del reciente DVD en vivo, "Un Regard Live 9". Los dos artistas escribieron e interpretaron una canción llamada "Un Cuore Malato", que se realizó en vivo durante la cuarta noche del Festival de Sanremo 2007 en Rai Uno, el principal canal público italiano. Este dúo también realizó una versión francés/italiano con el tema "Un Corazón Blessé" el cual fue lanzado en las radios francesas en el verano de 2007.
En junio de 2007, la cantante trabajó en Roma y Los Ángeles para grabar las sesiones de su álbum italiano. Asimismo, el tema "Un Cuore Malato" (con Gigi D'Alessio), alcanzó la cima de los charts italianos y #16 en Francia. Como parte de su tiempo en Los Ángeles, Lara trabajó con David A. Stewart (músico y productor conocido por su trabajo con Eurythmics) y Glen Ballard (Alanis Morissette exproductor y socio de la escritura) en un "multilingüe" álbum que tiene la fama de incluir las canciones en inglés, español, francés, italiano y otros idiomas (se asemejan a los álbumes de cantantes como Josh Groban, Mario Frangoulis Russell Watson y la misma Lara Fabián, con quien ya había grabado antes). Este álbum se espera que sea lanzado a finales de 2008. Fabián reveló hace algún tiempo que ella escribió una canción con Dave Stewart llamada "Entre odio y amor" y algunas pistas para con Glen Ballard a este proyecto. Ballard había compuesto una canción para Fabián titulada "Ivy" y este fue lanzado como un B-side para el sencillo "Adagio" en 1999.
También en 2007, la artista ha estado en Quebec para realizar un concierto de dos noches en el Olympia de Montreal (volver a abrir este teatro después de su larga renovación) presentando a sus fanes la atmósfera y escenario de su gira "Un Regard 9". Además, Lara hace versiones acústicas y sesiones privadas en países como Portugal, Turquía y Rusia. El 14 de octubre de 2007, la cantante fue invitada sorpresa en el único concierto que Gigi D'Alessio ofreció en Francia en el famoso Olympia de París, a pocos días antes del nacimiento de su hija. Lara sorprendió a todos al interpretar con Gigi su exitoso tema "Un Cuore Malato". El concierto fue transmitido a través de un canal de televisión italiano.

## 2008-2009: Retorno a la escena musical conToutes les femmes en moi
Lara Fabian regresó a la escena de la música unos meses después del nacimiento de su hija en 2007 y ha estado haciendo algunos conciertos en países como Ucrania, Rusia y Grecia. En Grecia fue invitada en un concierto por el tenor griego Mario Frangoulis, con quien previamente había hecho un dueto en la canción "So in Love" que aparece en la película "De-Lovely" en 2004. Fabián también ha hecho algunas apariciones en televisión (como el 60 º aniversario de Israel, donde interpretó un tema en hebreo junto a la cantante Israelí Noa).
En una entrevista para la emisora de radio rusa "Lluvia de plata", antes de un concierto en Moscú, Fabián expresó lo mucho que amaba y admiraba al difunto cantante Grégory Lemarchal y alegó que era su favorito en el programa "Star Academy". También se preguntó acerca de lo que pensaba de la muestra de talento que han llevado a tantas personas en el mundo de la música. Fabián respondió con "¿Quiénes somos nosotros para juzgar?. Estos jóvenes no saben cómo funciona este mecanismo, pero no podemos matar a sus sueños, ¿podemos?". Además de la entrevista, Sarah McLachlan interpretó el "Angel" especialmente para Lemarchal durante su concierto de Moscú.
Durante 2008, Lara Fabián viajó a Bélgica para preparar y grabar un nuevo álbum con el famoso pianista francés Marcos Herskowitz, que también ha compuesto y arreglado la pista instrumental que figura en el álbum de 2001 "Nue". El álbum se grabó una parte en Montreal, Canadá. No hay más detalles, se han puesto de manifiesto en relación con su previsible álbum en italiano. Sin embargo, el nuevo álbum francés puede ser la denominada "multilingüe" proyecto que se ha mencionado anteriormente, teniendo en cuenta el hecho que canciones en español, italiano, Inglés, están incluidos en él. 
Lara confirmó el lanzamiento de este muy esperado álbum, "Toutes les femmes en moi", por su web oficial el 20 de octubre de 2008. Fabián declaró en su sitio web que este disco es "audaz" y variado en estilos como: "Blues, jazz, gospel, Klezmer, Tango, Neo Clásico, White Soul...". 
El primer sencillo de este álbum es "Soleil, Soleil", un cover de la canción de Nana Mouskouri, que se envió a las radios francesas el 11 de marzo de 2009. Fabián estará de promoción en los próximos meses antes de iniciar una nueva gira en septiembre de este año.
Lara define este álbum como un "auto-retrato", donde revela su fuerte admiración por algunas de las más grandes cantantes en Francia y Quebec que la han inspirado a su vez como mujer y artista. 
Lara, rinde homenaje a artistas como Maurane, Véronique Sanson, Dalida, Nana Mouskouri, Catherine Lara, France Gall y Céline Dion, entre otros.
Durante su actual gira promocional en Francia, se puso de manifiesto que la cantante había grabado un disco en inglés equivalente a “TLFM” llamado "Every Woman In Me", que presenta un ambiente acústico a piano y voz, un gran repertorio con algunas de las más grandes canciones clásicas del mercado anglo, interpretadas por grandes cantantes femeninas como: Bette Middler, Joni Mitchell, Karin Carpenter, Kate Bush, Diana Ross, Ella Fitzgerald y Barbra Streisand, entre otras. 
El disco "Every Woman In Me", no se lanzó oficialmente, sin embargo se puede adquirir en la "tienda online" en la web de la artista, así como también en sus conciertos, ya que este álbum forma parte del merchandising de su gira por Francia "Toutes Les Femmes En Moi Font Son Show" que comenzó en septiembre de este año. 
Lara, sin embargo presentó algunos temas de este disco en los últimos 5 días durante su gira de conciertos en Rusia, un país en el que se ha convertido en una gran estrella en los últimos cuatro años con su repertorio de inglés y francés. 
También se ha confirmado que el segundo sencillo será la canción "Toutes Les Femmes En Moi", única grabación inédita del álbum, así como también título del mismo.

## 2010: Tour Les Femmes Font Leur Show, nuevo trabajo musicalMademoiselle Zhivagoy su primerBest of
A lo largo de la primera mitad de 2010, Lara Fabián se embarcó en una gira europea de conciertos especialmente en Francia, Bélgica y Suiza, incorporando principalmente temas de su último disco "Tout Les Femmes En Moi", junto a algunos clásicos favoritos. La realización de esta gira en el este de Europa, tuvo un ambiente más acústico de piano y voz, estilo que también incluyó en su último disco en inglés “Every Woman In Me”. Esta gira marcó un fin de ciclo y ya se mencionaba un nuevo proyecto musical de la mano del músico y compositor ruso Igor Krutoy titulado "Mademoisse Zhivago", incluyendo 11 diferentes canciones que cuentan una historia particular, una mujer que reencarna en la vida en diferentes tiempos, y que tiene un vínculo especial y personal a los orígenes de la familia de Lara. Todo el proyecto no sólo fue musical, sino también cinematográfico, cada una de las canciones tiene videoclip propio, que en su conjunto crean una película producida y dirigida por el productor de cine ucraniano Badoev Alan. 
El álbum contiene un CD y un DVD y fue lanzado por primera vez en Ucrania el 25 de octubre, pero también tendrá su lanzamiento en Rusia el 19 de noviembre. Está previsto que también se publique en Francia en 2011. Lara Fabián canta en este disco en inglés, francés, italiano, español y también en ruso. La cantante cantó por primera uno de estos temas en 2009 durante el Festival de “New Wave” en Letonia interpretando "Demain N'Existe Pas", más adelante volvería a interpretar más temas, una vez el disco esté terminado. Lara ha estado promoviendo este proyecto al público de Europa Oriental, no sólo en televisión, sino también dando una serie de conciertos, estableciéndose como una gran estrella en esta parte del mundo. Asimismo el 30 de octubre en Ucrania, fue artista invitada al show “Factor X”, interpretando temas "Señorita Hyde" y "Demain N'Existe Pas" del disco "Mademoisse Zhivago”, así como también su clásico éxito "Adagio".
A medida que su carrera la lleva por diferentes Países, no ha perdido conexión con su público francés y canadiense. En septiembre de 2010 finalmente salió a la venta en Quebec su álbum de "Tout Les Femmes En Moi", lanzado en 2009, estando de promoción por más de una semana y feliz de regresar al País que la convirtió en ícono musical. En este disco hay una nueva versión del tema "Nuit Magique", que fue grabado a dúo con la cantante canadiense Coral Egan. Paralelamente a este conjunto de eventos musicales, Lara Fabián lanzará finalmente su primer "Best of" en Francia el 15 de noviembre junto con un DVD grabado en marzo de uno de los conciertos como parte de la gira "Tout Les Femmes Font Leur Show". El álbum contendrá dos nuevas grabaciones: el primer sencillo "El S'aimerai Tout Bas", compuesto por los músicos Stanislas y Maxime Le Forestier, también gracias a la tecnología, se incluye un dúo con el cantante Ray Charles, llamado "Ensemble".
La cantante también participará en el nuevo disco del cantante estadounidense Michael Bolton en el que ambos cantarán el clásico “The Prayer”, originalmente grabada por Andrea Bocelli y Celine Dion en 1998. El tema fue producido por David Foster, autor de la canción. Participó como artista invitada en el show "Hitman and Friends" en Canadá el 15 de octubre, donde interpretó su éxito “Caruso”, y también el dueto grabado recientemente junto a Michael Bolton, recibiendo una gran ovación por parte del público.

## Actuación
En un reciente comunicado de prensa, Lara confirmó que va a comenzar a actuar en una obra francesa junto con otros dos famosos actores franceses. Su papel será de un hombre, cuyo personaje Lara no ha revelado hasta ahora. Lara expresó su emoción por esta nueva aventura que se está embarcando, que como ella dice: "el actuar está relacionado con ser cantante, el interpretar una canción la convierte en una pequeña actriz". 
Y parece también que el teatro no es la única experiencia para Lara, ya que se embarcará en una nueva aventura en un futuro próximo. Se trata de su audición para una próxima película norteamericana en Hollywood en el cual podría estar en ella, un tema que se suponía que se le mantenga secreto por un tiempo.

## Rango vocal
El tipo de voz de Lara Fabian es el de una soprano lírica ligera con un rango vocal de tres octavas, que abarca del Mi bemol 3 hasta el Re6.

## Vida personal
Lara tuvo una relación con el cantante francés Patrick Fiori a comienzos de 1998.
Estuvo en una relación desde 2006 con el director francés Gérard Pullicino, relación de la cual nació Lou, la primera hija de Lara. Después de varios rumores indicando fechas diferentes para el nacimiento de Lou, por último el 20 de noviembre de 2007, en ese entonces la cantante Maurane, muy amiga de Lara (ambas comparten voces en el sencillo "Tu es mon Autre" en 2002), puso de manifiesto durante su concierto en el Circo Real de esa noche que "...la pequeña Lou nació esta mañana!". Lou nació en el Hospital Edith Cavell, en Uccle (Bélgica). 
En 2013 contrajo matrimonio con el músico y artista italiano Gabriele Di Giorgio.

## Labor solidaria
En la actualidad, Lara es la madrina de la organización francesa AMTM (Assistance Médicale Toit du Monde) que ayuda a los niños pobres de Nepal y la India.

## Discografía

### Escribir para otros artistas
Lara Fabián ha escrito para otros artistas como Chimène Badi, Myrial Abel y el grande Dimash Kudaibergen. Asimismo compuso para Daniel Levy, y se dice que está trabajando actualmente con un exconcursante de "Nouvelle Star 3", Roland. Ha elogiado a menudo la voz y el talento de cantante exitosa Amel Bent, que también era una concursante en ese espectáculo.

#### Álbumes
En estudio
- 1991: Lara Fabian (1991)
- 1994: Carpe Diem
- 1996: Pure
- 1999: Lara Fabian (2000)
- 2001: Nue
- 2004: A Wonderful Life
- 2005: 9
- 2009: Toutes les femmes en moi
- 2009: Every Woman in Me
- 2010: Mademoiselle Zhivago
- 2013: Le Secret
- 2015: Ma vie dans la tienne
- 2017: Camouflage
- 2019: Papillon
- 2020: Lockdown Sessions
- 2024: Je suis là

En vivo
- 1999: Live 1999
- 2002: Live 2002
- 2003: En Toute Intimité
- 2006: Un regard 9 Live
- 2022: The Best of Live

Compilaciones
- 2010: Best of Lara Fabian
- 2011: Je me souviens
- 2015: Essential Lara Fabian (lanzado únicamente en Italia)
- 2015: Selection Lara Fabian

#### Sencillos
1986
- L'Aziza Est En Pleurs

1988
- Croire (Canción de Eurovisión'88)

1989
- Je Sais

1990
- L'Amour Voyage (dúo con Frank Olivier)

1991-1993
- Qui Pense A L'Amour
- Je M'Arreterai Pas De T'aimer
- Reveille-Toi Brother

1994-1995
- Je Suis Malade
- Tu T'En Vas
- Si Tu M'aimes
- Leila

1997-1998
- Tout #4 FR
- Je T'Aime #6 FR
- Si Tu M'aimes #6 FR
- Humana #15 FR
- La Différence #10 FR

1999
- Requiem Pour Un Fou (con Johnny Hallyday) #9 FR

1999-2001
- Adagio #5 FR
- I Will Love Again (Otro Amor Vendrá - versión española) #16 FR/#32 US
- I Am Who I Am #67 FR
- Love By Grace
- Meu Grande Amor
- For Always (con Josh Groban)
- The Dream Within (forma parte de la banda sonora de la película Final Fantasy: La fuerza interior)
- Quédate (para el mercado suramericano)

2001-2002
- J'y Crois Encore #17 FR
- Immortelle #10 FR
- Aimer Dejá #32 FR
- Tu Es Mon Autre (con Maurane) #5 FR,#23 SWI

2003:
- Bambina (con Jean-Félix Lalanne) #31 FR

2004:
- The Last Goodbye
- No Big Deal
- I Guess I Loved You

2005-2006:
- La Lettre #11 FR, #11 BEL, #62 SWI
- Ne Lui Parlez Plus D'Elle
- Un Ave Maria
- Il Ne Manquait Que Toi
- L'Homme Qui N'Avait Pas De Maison #26 FR

2006:
- Aime #26 FR, #9 BE

2007:
- Cuore Malato (con Gigi D'Alessio) #16 FR, #8 BEL

2009:
- Soleil Soleil
- Toutes les femmes en moi

2010:
- Amoureuse
- Toutes les femmes en moi (Remix)
- On s'aimerait tout bas #19 BEL

2012:
- Je t'aime encore

2013:
- Deux ils, deux elles
- Danse

2014:
- La vie est là
- Make Me Yours Tonight (con Mustafa Ceceli)

2015:
- Quand je ne chante pas #44 FR, #22 BEL
- Ma vie dans la tienne #32 BEL